# Фултон (округ, Арканзас)
Фу́лтон (англ. Fulton County) — округ, расположенный в штате Арканзас, США с населением в 11 642 человека по статистическим данным переписи 2000 года. Столица округа находится в городе Сейлем.
Округ Фултон был образован 21 декабря 1842 года и получил своё название в честь бывшего губернатора Территории Арканзас и сенатора США Уильяма Фултона. В округе действует запрет на оборот алкогольной продукции, поэтому Фултон входит в список так называемых «сухих» округов страны.

## География
По данным Бюро переписи населения США округ Фултон имеет общую площадь в 1606 квадратных километров, из которых 1601 кв. километр занимает земля и 5 кв. километров — вода. Площадь водных ресурсов округа составляет 0,35 % от всей его площади.

### Соседние округа
- Озарк (Миссури) — северо-запад
- Хауэлл (Миссури) — север
- Орегон (Миссури) — северо-восток
- Шарп — восток
- Изард — юг
- Бакстер — запад

## Демография

Диаграмма распределения населения округа по возрастным диапазонам. Данные переписи населения 2000 года

По данным переписи населения 2000 года в округе Фултон проживало 11 642 человека, 3 511 семей, насчитывалось 4 810 домашних хозяйств и 5 973 жилых дома. Средняя плотность населения составляла 7 человек на один квадратный километр. Расовый состав округа по данным переписи распределился следующим образом: 97,67 % белых, 0,20 % чёрных или афроамериканцев, 0,67 % коренных американцев, 0,21 % азиатов, 1,19 % смешанных рас, 0,06 % — других народностей. Испано- и латиноамериканцы составили 0,53 % от всех жителей округа.
Из 4 810 домашних хозяйств в 27,40 % — воспитывали детей в возрасте до 18 лет, 62,40 % представляли собой совместно проживающие супружеские пары, в 7,80 % семей женщины проживали без мужей, 27,00 % не имели семей. 24,40 % от общего числа семей на момент переписи жили самостоятельно, при этом 12,80 % составили одинокие пожилые люди в возрасте 65 лет и старше. Средний размер домашнего хозяйства составил 2,39 человека, а средний размер семьи — 2,83 человека.
Население округа по возрастному диапазону по данным переписи 2000 года распределилось следующим образом: 22,80 % — жители младше 18 лет, 6,40 % — между 18 и 24 годами, 23,70 % — от 25 до 44 лет, 27,00 % — от 45 до 64 лет и 20,20 % — в возрасте 65 лет и старше. Средний возраст жителей округа составил 43 года. На каждые 100 женщин в округе приходилось 96,00 мужчины, при этом на каждых сто женщин 18 лет и старше приходилось 93,10 мужчины также старше 18 лет.
Средний доход на одно домашнее хозяйство в округе составил 25 529 долларов США, а средний доход на одну семью в округе — 29 952 доллара. При этом мужчины имели средний доход в 22 213 долларов США в год против 18 066 долларов США среднегодового дохода у женщин. Доход на душу населения в округе составил 15 712 долларов США в год. 12,70 % от всего числа семей в округе и 16,30 % от всей численности населения находилось на момент переписи населения за чертой бедности, при этом 20,10 % из них были моложе 18 лет и 12,70 % — в возрасте 65 лет и старше.

## Главные автодороги
- US 62
- US 63
- US 412
- AR 9
- AR 87

## Населённые пункты
- Вайола
- Маммот-Спринг
- Сейлем
- Чероки-Виллидж
- Хорсшу-Бенд